# Euphorbia bilobata
Euphorbia bilobata är en törelväxtart som beskrevs av Georg George Engelmann. Euphorbia bilobata ingår i släktet törlar, och familjen törelväxter. Inga underarter finns listade i Catalogue of Life.